# Лобов, Олег Николаевич
 Олег Николаевич Лобов  (19 декабря 1925 — 17 апреля 2009) — советский и российский историк и краевед, писатель.
Полковник в отставке, ветеран Великой Отечественной войны. Активный участник возрождения казачества. В составе инициативной группы принимал участие в воссоздании Донского императора Александра III кадетского корпуса, где затем много лет проработал преподавателем и хранителем музея. Почётный гражданин города Новочеркасска с 2006 года.

## Биография
В июне 1941 года Олег Лобов окончил девятый класс средней школы. Ему ещё не было шестнадцати лет, в августе добровольно записался в ряды Красной Армии. Несколько месяцев учёбы курсантом Владимирского пехотного училища.
7 ноября 1941 года он на Красной площади в рядах участников знаменитого парада, ушедших с брусчатки площади прямо на фронт. Долгие, кровопролитные бои на подступах к Москве. Олег Лобов получает свою первую боевую медаль «За отвагу».
С сентября 1942 года автоматчик Олег Лобов на Сталинградском фронте. Награждён медалью «За оборону Сталинграда» самая значимая из всех его наград.
В течение 1943 года Олег Николаевич учился в Сталинградском танковом училище в городе Курган по профилю командир танка «Т-34». В декабре ему присваивается воинское звание «младший лейтенант».
В ходе операции по освобождению Украины экипаж танка под командованием младшего лейтенанта Лобова участвует в разгроме Корсунь — Шевченковской группировки фашистов. В этих боях был тяжело ранен.

Памятная доска в Ростове-на-Дону

Три месяца младший лейтенант Лобов провел в госпитале. Здесь ему был вручен орден Отечественной войны I степени. Первый, но не последний: впоследствии Олег Николаевич будет награждён ещё одним орденом Отечественной войны I степени, двумя орденами Отечественной войны II степени, двумя орденами Красной Звезды.
С лета 1944 года Лобов снова командир танка, но уже в 54 танковом полку 12 гвардейской казачьей дивизии 5 гвардейского Донского казачьего кавалерийского корпуса.
В конце ноября 1944 года шли ожесточённые бои за освобождение Венгрии. Перед 54 танковым полком поставлена задача: в тесном взаимодействии с эскадронами 43-го и 45-го Донских казачьих полков овладеть переправой через реку Дунай и взять город Мохач.
Танк «Т-34» с надписью на башне «Донской казак» вышел к берегу реки. В экипаже пять человек. Командир боевой машины лейтенант Олег Лобов. Заняв выгодную позицию и расположив все три танка взвода и спешившиеся эскадроны казаков для атаки, лейтенант Лобов изготовил подразделения к очередному броску. Однако противник обрушил на них бешеный огонь, бросил в атаку три танка и два бронетранспортёра с десантом автоматчиков.
Справа и слева от дороги, прямо на казаков, шли две «Пантеры». За каждой из них двигался бронетранспортёр, а по центру дороги шёл непривычный и грозный тяжёлый танк. Казаки ничего не знали о «Королевском тигре», недавно появившемся в немецких частях. По замыслу Гитлера он должен был создать перелом в войне и впервые встретился нашим танкистам. Этот «Королевский тигр», подбитый экипажем гвардии лейтенанта Олега Лобова, стал единственным танком такого типа на боевом счету 5-го гвардейского Донского казачьего кавалерийского корпуса.
Свой боевой путь донцы завершили 9 мая 1945 года в Австрийских Альпах. На танках с надписью «Донской казак» с другой стороны башен появился суворовский лозунг: «Альпы-Слава!».

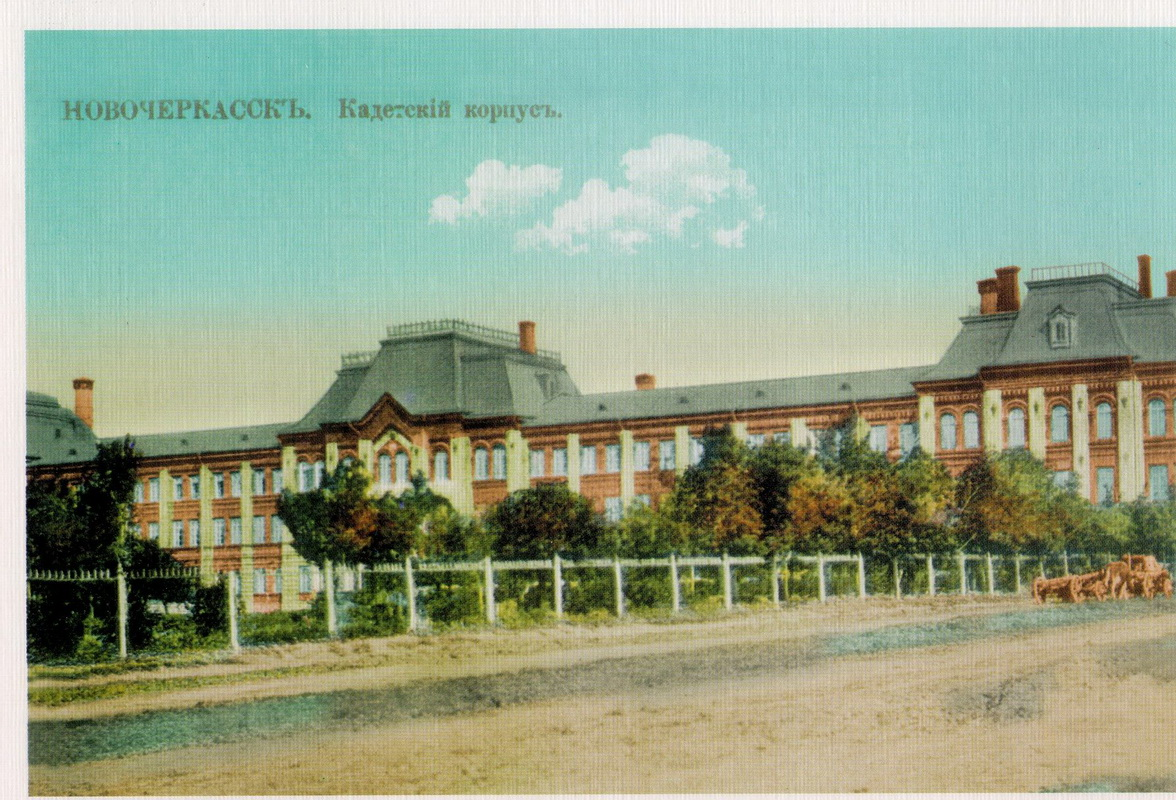
Кадетский корпус Новочеркасска на дореволюционной открытке

В Новочеркасске Олег Николаевич Лобов прожил лишь вторую половину своей жизни. И был удостоен звания Почётного гражданина города. Олега Николаевича здесь знали не только как завзятого коллекционера, но и как краеведа. Он был командиром полка тяжёлых танков, который дислоцировался на территории Краснознамённых кавалерийских курсов усовершенствования командного состава, известных ещё с довоенных времён. До революции тут размещался Донской императора Александра III кадетский корпус. И когда в период перестройки инициативная группа офицеров запаса занялась воссозданием учебного заведения с таким же названием, Олег Николаевич не случайно оказался в их числе — ведь был он потомственным казаком рода Лобовых из станицы Митякинской.
Всю свою жизнь Лобов Олег Николаевич собирал фотооткрытки Новочеркасска, периодические издания, марки. Будучи в запасе, окончил исторический факультет Кабардино-Балкарского государственного университета и стал историком уже не только по призванию, но и по образованию. Преподавал историю военного искусства в ряде вузов, заведовал учебным отделом одного из университетов. И всюду давал студентам знания, выходящие за пределы обязательной программы, прививал любовь к краю, в котором им выпало родиться, жить и учиться. В 1992 году агентство «Памятники отечества» в серии «Дон на старых открытках» выпустило сборник «Новочеркасск», в состав которого вошли 28 почтовых открыток начала XX века из коллекции Лобова. А через десять лет в Ростове вышел комплект открыток «Новочеркасск — столица донских казаков» на основе его же коллекции. С помощью материалов отдела краеведения Центральной городской библиотеки Олег Николаевич подготовил сборник «Донцы XX века. Офицеры-донцы — георгиевские кавалеры Первой мировой войны 1914—1918 гг.», вышедший в Ростове в 2004 году.
Много лет сотрудничал с редакцией журнала «Станичный вестник», издаваемого в Канаде потомками казаков-эмигрантов. Лобов подготовил для журнала множество статей о современном казачестве Дона, о возрождённом Донском кадетском корпусе, о Новочеркасске. В ответ приходили письма и бандероли с номерами журнала, где его работы были опубликованы.
20 апреля 2009 года был похоронен на аллее Славы Нового новочеркасского кладбища.

## Мемориальная памятная доска ДКК
|  |  |  |

## Награды

Могила О. Н. Лобова в Новочеркасске

- Орден Отечественной войны I степени
- Два ордена Отечественной войны II степени
- Два ордена Красной Звезды
- Две медали «За отвагу»
- Две медали «За боевые заслуги»
- Медаль «За оборону Москвы»
- Медаль «За оборону Сталинграда»